# 太上皇后 (漢太上皇)
太上皇后某氏（？—前197年），汉太上皇刘太公之继妻，楚元王劉交之生母，汉太祖刘邦继母，中国第一位太上皇后。事迹不详，仅知《汉书》记载：“夏五月，太上皇后崩。秋七月癸卯，太上皇崩，葬万年。”因刘邦母親昭灵早逝，此太上皇后应为刘太公之继妻。

### 引用
1. ↑  班固. . 夏五月，太上皇后崩。秋七月癸卯，太上皇崩，葬万年。赦栎阳囚死罪以下。